# Quercylurus
{{#ifeq:0|0|{{#if:|{{#if:Quercylurusmajor|[[]}}|}}}}
Quercylurus major — вимерлий рід котовидих ссавців з родини німравідів, з раннього олігоцену Франції. Скам'янілості знайдено у товщах раннього олігоцену в Керсі. Q. major був, можливо, найбільшим німравідом, що коли-небудь існував, оскільки його скам'янілості свідчать, що він був схожий за розміром на сучасного бурого ведмедя. Він був дуже мускулистим і був плоскостопим. Поки що в межах цього роду є лише один описаний вид. Він мешкав у дуже вологих і вологих лісах олігоценової Європи разом з побратимами нимравідами Eofelis. Це був вершинний хижак у своєму середовищі, і цілком ймовірно, що він полював на великих копитних тварин із засідки.